# Louise Freeland Jenkins

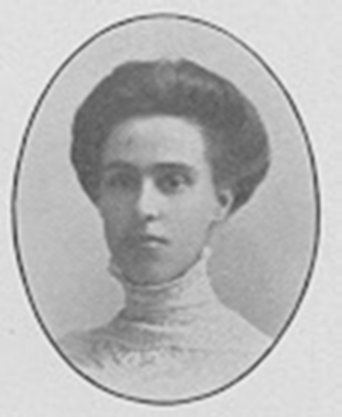
Louise Freeland Jenkins (1911)

Louise Freeland Jenkins (* 5. Juli 1888 in Fitchburg, Massachusetts; † 9. Mai 1970 in New Haven, Connecticut) war eine US-amerikanische Astronomin.

## Leben
Louise Freeland Jenkins wurde am 5. Juli 1888 in Fitchburg (Massachusetts) geboren. Nach der Schulzeit besuchte sie das Mount Holyoke College und erlangte dort 1911 ihren Bachelor-Abschluss und 1917 ihren Master-Abschluss. Während dieser Zeit war sie von 1911 bis 1913 Assistentin am Mount Holoyke, dem Observatorium des College, tätig, von 1913 bis 1915 als Rechnerin am Allegheny Observatory der University of Pittsburgh und anschließend bis 1920 als Lehrkraft am Mount Holoyke. Sie veröffentlichte Beobachtungen von Sonnenflecken und wurde Mitglied der American Association of Variable Star Observers (AAVSO). Zusammen mit Anne Sewell Young ermittelte sie 1920 die Eigenbewegungen von 34 veränderlichen Sternen.
Von 1920 bis 1932 war Louise Jenkins Mitglied einer Missionsgesellschaft amerikanischer Baptistinnen und unterrichtete ab April 1921 am christlichen Frauenkolleg Tōkyō Joshi Daigaku in Tokio. Mit einem von Charles Elmer zur Verfügung gestellten 3-Zoll-Teleskop konnte sie ihre Beobachtungen veränderlicher Sterne fortsetzen und an die AAVSO berichten, verlor dieses allerdings beim großen Erdbeben 1923 in Tokio. Nach dem Tod ihres Vaters reiste sie im Juli 1925 in die Vereinigten Staaten, ging aber im August 1926 wieder nach Japan, um an einer Mädchenschule in Himeji nahe Kōbe Englisch und Bibelkunde zu unterrichten. 1928 und 1929 unterrichtete sie in Sendai, anschließend wieder an ihrer früheren Wirkungsstätte in Himeji.
1932 kehrte Jenkins in die Vereinigten Staaten zurück und fand bei Frank Schlesinger eine Anstellung am Observatorium der Yale University. Dort arbeitete sie bis 1938 als Assistentin und  anschließend bis 1947 als Abteilungssekretärin. Zudem war sich von 1942 bis 1958 Redaktionsassistentin beim Astronomical Journal. Sie bestimmte bis 1962 mehr als 350 Parallaxen, allein oder in Zusammenarbeit mit der Südstation des Yale-Observatoriums in Johannesburg, und arbeitete an einer Reihe von Katalogen. 1937 veröffentlichte Jenkins einen Katalog von 127 Sternen in einer Umgebung von höchstens 10 Parsec Abstand und spekulierte auf Grund der Verteilung der Sterne, dass diese Liste nicht vollständig sein könne. (Der Gaia-Katalog aus dem Jahre 2020  führt 382 solcher Sterne auf.) Ferner arbeitete sie mit Schlesinger an der zweiten Ausgabe des Yale-Bright-Star-Katalogs, die 1940 erschien. Im Jahre 1963 erschien der von Jenkins zusammengestellte „General catalogue of trigonometric stellar parallaxes“ (Allgemeiner Katalog trigonometrischer Sternparallaxen).
1957 bereiste Jenkins noch einmal Japan und besuchte unter anderem das Observatorium der Universität Tokio, musste aber ihre Reise wegen eines Beinbruchs abbrechen und konnte Himeji nicht mehr besuchen. Bis 1968 bestimmte sie noch Parallaxen. Louise Freeland Jenkins starb am 9. Mai 1970 im Alter von 81 Jahren in einem Altersheim.

## Ehrungen

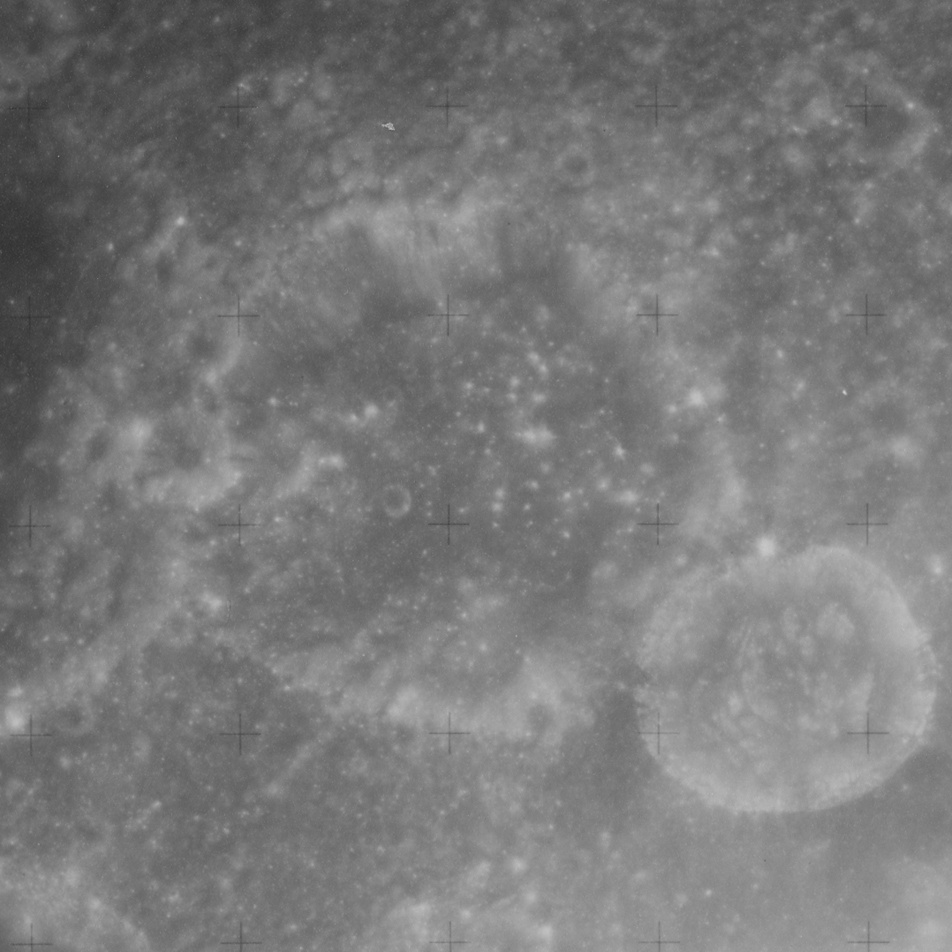
Mondkrater Jenkins

- Im Jahre 1982 benannte die Internationale Astronomische Union den Mondkrater Jenkins offiziell nach Louise Freeland Jenkins.[8]